# Engelsk scheck

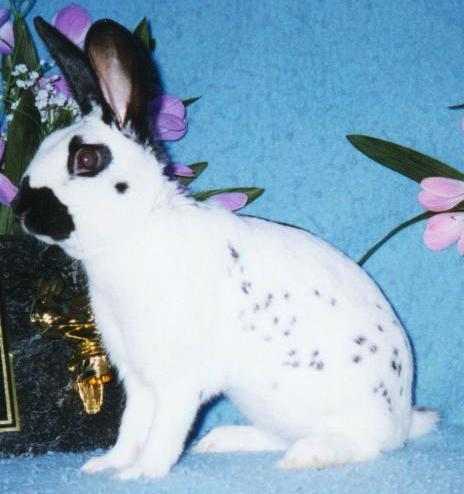
Engelsk scheck svart

Engelsk scheck är en ras av tamkanin från England. Den är vit i grundfärgen och finns med teckningsfärger i svart, blå , brun, madagaskar eller isabella. Kaninens teckning är karakteristisk med färg runt nos, runt ögon, kindfläckar och helfärgade öron. Över ryggen har den färgad ål som inte får vara bredare än 2 cm och som börjar vid öronroten och går hela vägen ner till svansspetsen. Den har sidofläckar, benfläckar och kedjefläckar. Kedjefläckar är fläckar som går från nacken och som en båge neråt och bakåt tills de går ihop med sidofläckarna. Sidofläckarna ska vara små, lika många och symmetriska på båda sidor. Idealvikten ligger på 2,5 till 3,2 kg.

## Egenskaper
Engelsk scheck anses vara en ras som är svår att avla med eftersom det är svårt att få fram kaniner med bra teckning. Den sägs också vara åt det nervösa och vaksamma hållet och därför bättre lämpad åt mer erfarna kaninägare.